# Bertin Mampaka Mankamba
Bertin Mampaka Mankamba (Kinshasa, 6 april 1957) is een Belgisch politicus: eerst voor het christendemocratische cdH, daarna voor de liberale MR.

## Levensloop
Bertin Mampaka Mankamba groeide op in Congo, waar zijn vader militeerde voor Patrice Lumumba, de eerste premier na de onafhankelijkheid van het land in 1960. Na de moord op Lumumba in 1961 ging Mampaka senior in ballingschap en leefde hij onder de bescherming van Sékou Touré in Guinee, Kwame Nkrumah in Ghana, Gamal Abdel Nasser in Egypte en koning Hassan II in Marokko. Nadat hij amnestie kreeg, trad hij in dienst bij de regering van Congo-Stanleystad en hij werd ook verschillende malen verkozen tot parlementslid.
Na het voltooien van zijn middelbare studies aan het Collège Saint-Louis in Kananga in 1976 ging Bertin Mampaka aan de slag in het bedrijf van zijn familie, dat actief was in de hotelsector, distributie, bosexploitatie en landbouw. In 1979 trok hij naar België om er een hogere opleiding te volgen. Hij vestigde zich in Bergen en oriënteerde zich op het domein van economische wetenschappen. In 1982 behaalde hij een diploma in fiscaliteit aan de hogeschool Haute École de la communauté française en Hainaut en nadien werd hij licentiaat in economische wetenschappen en geaggregeerde in het hoger secundair onderwijs aan de Université de Mons-Hainaut. Na zijn hogere studies was Mampaka van 1985 tot 1988 marketingdirecteur bij een Britse multinational in Zaïre, zoals Congo toen heette. In 1989 keerde hij definitief terug naar België en werd hij van 1989 tot 1993 verantwoordelijke van de boekhouding bij de Landsbond van Onafhankelijke Ziekenfondsen en van 1993 tot 2004 docent economie aan de Haute École de la communauté française en Hainaut.
In navolging van zijn vader engageerde Mampaka zich in de politiek. Van 1990 tot 1993 was hij vicevoorzitter van de vertegenwoordiging van de Zaïrese Parti démocrate et social chrétien (PDS) in de Benelux. In 1993 trad hij toe tot de Belgische Franstalige PSC, de voorloper van het cdH. Voor de partij, waar hij verantwoordelijke was voor de betrekkingen met de Afrikaanse gemeenschap in Brussel, was hij in juni 1999 als eerste zwarte persoon kandidaat bij de federale verkiezingen, op de Kamerlijst in het arrondissement Brussel-Halle-Vilvoorde, maar hij werd niet verkozen.
In oktober 2000 werd Mampaka verkozen tot gemeenteraadslid in Brussel-Stad. In juni 2004 volgde hij Georges Dallemagne op als schepen van Sport, Openbare Netheid en Lokale Eigendommen, wat hij bleef tot eind 2006. Na de gemeenteraadsverkiezingen van 2006 kwam Mampaka aanvankelijk niet meer in het schepencollege terecht, nadat hij in opspraak was gekomen wegens zijn enorme gsm-rekeningen op kosten van de stad en omdat hij er door twee gemeenteraadsleden van beschuldigd werd dat hij subsidies had toegekend aan vzw's die door mensen uit zijn omgeving werden geleid en zich aan nepotisme had bezondigd. Nadat het gerecht de klacht rond de vermeende vriendjespolitiek had geseponeerd en de deontologische commissie van cdH had geoordeeld dat de procedures over de toekenning van de subsidies niet onregelmatig waren verlopen, werd Mampaka in maart 2007 opnieuw benoemd tot schepen van Brussel, bevoegd voor Sport, Leefmilieu, Groene Ruimtes, Energie en Internationale Solidariteit. Deze keer bleef hij schepen tot eind 2012 en sindsdien is hij enkel nog gemeenteraadslid.
In juni 2004 werd Mampaka voor het eerst verkozen in het Brussels Hoofdstedelijk Parlement, waar hij zich ging toeleggen op gelijke kansen, de inclusie van de samenleving en het bevorderen van de meritocratie. Hij was er van 2009 tot 2011 secretaris, van 2011 tot 2012 ondervoorzitter en van 2012 tot 2013 opnieuw secretaris. Deze functie oefende hij nogmaals uit van januari tot oktober 2020. Daarnaast was hij van 2004 tot 2009 en van 2013 tot 2014 ondervoorzitter en van 2009 tot 2013 vast lid van de commissie Huisvesting en Stadsvernieuwing en zetelde hij van 2014 tot 2024 in de commissie Huisvesting.
Van maart 2013 tot januari 2020 zetelde hij eveneens in het Parlement van de Franse Gemeenschap, waar hij van 2013 tot 2014 in de commissie Financiën, Begroting en Sport en van 2014 tot 2016 in de commissie Sport zetelde, en van maart 2013 tot mei 2019 was hij als gemeenschapssenator (vanaf 2014 deelstaatsenator) bovendien lid van de Senaat. Daar was hij van 2013 tot 2014 lid van de commissie Financiën en Economische Aangelegenheden.
In september 2020 kondigde Mampaka zijn overstap naar de liberale MR aan, naar eigen zeggen omdat hij aangetrokken voelde tot de nieuwe dynamiek die de partij onder leiding van Georges-Louis Bouchez uitstraalde.  Voor deze partij werd hij bij de Brusselse gewestverkiezingen van juni 2024 opnieuw verkozen in het Brussels Parlement.
Na deze verkiezingen zat Mampaka als ouderdomsdeken de openingszitting van het Brussels Hoofdstedelijk Parlement voor. Op 26 juni 2024 werd hij vervolgens aangesteld als voorzitter van dit parlement en een dag later werd hij tevens aangeduid als voorzitter van het Parlement francophone bruxellois, de parlementaire vergadering van de Franse Gemeenschapscommissie binnen het Brussels Hoofdstedelijk Gewest. Het voorzitterschap van het Brussels Parlement ging Mampaka eveneens combineren met het voorzitterschap van de commissie Leefmilieu en Energie in dat parlement.